# Lilian Janse-van der Weele
L.E.J. (Lilian) Janse (Vlissingen, 1973) is een Nederlandse politica voor de Staatkundig Gereformeerde Partij (SGP). Zij werd eind 2013 landelijk bekend als de eerste vrouw die zich bij deze partij verkiesbaar stelde voor een openbaar politiek ambt ondanks de oproep van een meerderheid van de SGP leden en bestuurders om dit niet te doen. Op 27 maart 2014 werd ze het eerste vrouwelijke gemeenteraadslid voor de SGP.

## Biografie
Janse groeide op in de Vlissingse wijk Paauwenburg en verhuisde later naar Oost-Souburg. De mavo doorliep zij in Middelburg en hierna volgde zij de meao aan het Delta College in eveneens Middelburg. Hier maakte Janse kennis met de vakken privaat- en publiekrecht en verdiepende maatschappijleer.
Op 26 augustus 2013 stemde de kiesvereniging Wees getrouw van de SGP in Vlissingen in een besloten vergadering - 23 leden voor en 14 tegen - in de Marnixkerk van de Gereformeerde Gemeenten in met haar lijsttrekkerschap voor de gemeenteraadsverkiezingen van 2014. Het was voor het eerst in de 95 jaar van het bestaan van de orthodox-protestantse partij dat een vrouw werd voorgedragen voor een openbare politieke functie, nadat in maart van dat jaar een partijbesluit dat mogelijk had gemaakt.
Janse besloot op 21 augustus 2013 zichzelf te kandideren nadat er al zes mannen tevergeefs waren benaderd. Haar vader Cees van der Weele, oud-raadslid, stelde haar kandidatuur voor aan zijn mede-bestuursleden, die hier vervolgens mee instemden. Het hoofdbestuur heeft dit vervolgens niet ontraden. Volgens Van der Weele zijn argumenten tegen haar benoeming nauwelijks aan de orde geweest. Het feit dat ruim 80% van de landelijke SGP-leden voor het vrouwenvoorstel had gestemd, was voor Janse een steun in de rug om haar verantwoordelijkheid op dat moment te nemen. Janse zegt het eens te zijn met alle punten in het beginselprogramma van de SGP, uitgezonderd artikel 10, dat stelt dat vrouwen 'niet geschikt zijn voor het regeerambt'. Zij stelt dat de Bijbel zich niet uitspreekt over de parlementaire democratie. Hoewel de SGP tijdens het congres het omstreden vrouwenstandpunt via een congresbesluit aanpaste in 2013 werd het beginselprogramma van de partij toen niet aangepast.
Over de gang van Janse naar het lijsttrekkerschap werd uitgebreid verslag gedaan, door diverse landelijke media. Ook ontving Janse uit allerlei hoeken steunbetuigingen.
De SGP deed als zodanig nooit mee met de gemeenteraadsverkiezingen in Vlissingen, maar was vertegenwoordigd via de Rechts Protestants Christelijke Unie. Deze partij was bij de gemeenteraadsverkiezingen van 2010 uit de raad verdwenen. De SGP deed in 2014 voor het eerst zelfstandig mee en kreeg bij de verkiezingen op 19 maart 942 stemmen, waarvan er 770 werden uitgebracht op Janse. Die stemmen waren goed voor één raadszetel, en Janse werd op 27 maart 2014 beëdigd. Vier jaar later werd het zeteltal verdubbeld.

## Film
Op 15 september 2014 ging op het filmfestival Film by the Sea in Vlissingen De Eerste Vrouw in première, een documentaire van Fifi Visser over Janses gang naar de gemeenteraad.

## Uitlatingen over de doodstraf
In een op 4 oktober 2014 in Trouw gepubliceerd vraaggesprek over de Tien geboden gaf Janse desgevraagd – in lijn met het partijprogramma van de SGP – aan fel tegen abortus en euthanasie, maar in bepaalde gevallen wél een voorstandster van de doodstraf te zijn, en dat zij zich ook kon voorstellen deze straf zélf uit te voeren.

## Persoonlijk
Janse is in 1996 getrouwd en heeft drie kinderen.